# Charge (héraldique)
Pour les articles homonymes, voir Charge.
Une charge, chargeure (prononcé /ʃaʁ.ʒyʁ/) ou chargeüre (orthographe rectifiée de 1990) est une figure héraldique qui, comme son nom l'indique, est utilisé pour « charger » le champ ou une autre figure, par opposition aux partitions qui divisent le champ ou les charges.
Les armes les plus primitives pouvaient se contenter d'un champ de couleur plain mais rapidement il a été nécessaire de se distinguer, ce qui fut le rôle des charges.
Le terme plain est un terme de vieux français qui ne se rencontre plus guère qu'en héraldique et dans les expressions « de plain pied » et « plain-chant », voire dans harnois plain (armure de plates complète). Il désigne quelque chose qui n'a pas de rupture ou d'altération, idée qui se retrouve dans sa forme féminine « une plaine ». Un écu plain (on tend à présent à dire « plein ») n'a qu'un champ, qu'aucune charge ne vient altérer.
Aux motifs géométriques élémentaires de départ (qui ont constitué le groupe des pièces honorables, à position sur le champ et à taille conventionnelles) sont venues s'ajouter une infinité de figures de toutes sortes : forme géométrique pure, être vivant animal ou végétal, réel ou fantastique, objet technique ou naturel.
Le dessin des charges est toujours très stylisé, parfois à l'extrême, sans effet de modelé, ni d'éclairage (couleur en aplat, parfois cernée d'un trait).

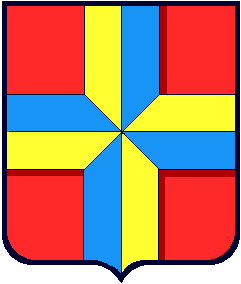
De gueules à la croix gironnée d'or et d'azur.

Les charges sont d'une seule couleur. Mais il arrive que des éléments d'une charge complexe soient d'une couleur différente (exemple : un lion rouge avec des griffes noires), il faut alors le préciser avec un vocabulaire approprié (lion de gueules armé de sable).
À la différence des partitions (qui délimitent des zones de même niveau), les charges se posent « sur » le champ ou « sur » une autre charge (elles « chargent »), constituant une épaisseur. Dans les représentations soignées, cette épaisseur apparaît par une ombre portée sur le champ qu'elle charge, la lumière conventionnelle venant du devant en haut et à dextre, convention de lumière qu'on retrouve dans le dessin d'architecture ou sur certaines cartes topographiques (voir ci-contre l'ombre de la croix sur le champ).
Les charges peuvent être partitionnées si elles sont de grandeur suffisante et peuvent être agrémentées par d'autres charges (ci-contre, une croix partitionnée : gironnée d'or et d'azur).
Parmi les charges les plus répandues, outre les pièces honorables comme la croix, on trouve le lion, l'aigle, la fleur de lys.

## Pièces, meubles et figures
Quand le champ n'est pas plain, le terme « figure » désigne tout ce qui figure sur des armes et vient compléter le champ. Les figures comprennent les meubles et les pièces honorables (et leurs modifications). Par extension, les figures désignent également les partitions géométriques.
Les pièces sont des parties de l'écu, limitées au trait par des lignes géométriques qui séparent des zones d'émail différent. Contrairement aux meubles, les pièces s'étendent normalement jusqu'au bord de la région qu'elles occupent et ne sont pas figuratives.
Les pièces peuvent être de deux sortes : d'une part les pièces qui paraissent posées sur un champ (pal, fasce…), d'autre part celles des armes alternées (gironné…), qui paraissent juxtaposées sans qu'aucun des émaux ne joue réellement un rôle privilégié. Dans les représentations sculptées, et parfois dans le dessin, les pièces posées sont représentées avec un effet de relief par rapport au champ tandis que les juxtapositions sont limitées par un trait de jointure sans effet de relief.
Les pièces simples peuvent recevoir des meubles ou servir de partition (voir les pièces honorable).
À l'exception du chef, les pièces sont blasonnées avant la description du tout, sauf quand elles affectent manifestement le tout.

### Pièce honorable
Les pièces honorables sont des pièces suffisamment larges pour pouvoir être chargées (honorées) de meubles. Les pièces honorables ont une largeur égale au tiers de l'écu (ou de la table d'attente), à l'exception du franc-quartier (qui s'étend jusqu'à la moitié). Elles s'étendent jusqu'au bord de l'écu (à l'exception de l'écusson). Cependant, elles peuvent être élargies quand elles sont chargées de meubles pour une meilleure lisibilité du dessin (voir l’exemple de Berne).
Les pièces honorables sont les figures les plus anciennes, et qui se trouvent sur les blasons de la plus vieille noblesse. On y distingue deux catégories, ou classes. 
- Les pièces honorables de première catégorie qui séparent le champ sont le pal, la fasque, la bande, la barre et leurs composés, la croix et le sautoir, ainsi que le chevron et le pairle. Les pièces honorables de première catégorie peuvent être rebattues (à l'exception de la croix, du sautoir et du pairle). Les rebattements et superpositions des pièces honorables (ou des partitions correspondantes) permettent de dessiner des armes alternées. Leur forme sert à préciser la manière dont les pièces en nombre sont posées sur le champ (posées en pal, en croix, en pairle…).
- Dans la seconde catégorie, en bordure de l'écu, se trouvent le chef, le flanc (dextre ou sénestre), la champagne, la bordure, le canton, le franc-quartier et l'écusson en cœur (ce dernier étant plutôt un meuble). Les pièces honorables de seconde catégorie peuvent servir de partition de l'écu, et être à leur tour partagées et chargées d'armoiries. Dans ce cas, il est fréquent qu'elles soient en fait cousues sur le champ principal.

Quand plusieurs pièces honorables de même fond se touchent, elles doivent fusionner en une pièce unique et le trait qui les délimite disparaît. Cependant, cette fusion n'intervient que quand le fond des pièces est le même. En particulier, si l'une des pièces subit une partition, elle doit être considérée comme brochante, et la ligne de séparation est maintenue.

#### Pièces secondaires
En règle générale, les pièces sont nommées avant les meubles mais certaines pièces (chef, canton, champagne) sont par nature subordonnées ou rajoutées et sont systématiquement nommées après les autres figures.

#### Cousu
Ce terme, parfois utilisé (mais uniquement en héraldique française), qualifie une pièce honorable appliquée métal sur métal ou émail sur émail. Cette exception à la règle d'alternance des couleurs vient de ce que la pièce honorable est ici utilisée pour composer une arme par augmentation, et non comme pièce associée à un champ. En pratique, le terme ne s'applique donc guère qu'au chef, et quelquefois à d'autres pièces honorables , quand elles sont utilisées de cette manière (hors la bordure ou listel).

### Meubles
Les meubles sont des figures (fleur de lys, croix…) qui ne s'étendent pas jusqu'au bord de la région qu'ils occupent (sauf quand ils sont issants), contrairement aux pièces.
À l'inverse des pièces honorables, les lignes qui délimitent les meubles sont toujours tracées même quand ils touchent des figures de même fond.
Quand l'arme n'est composée que d'un (ou plusieurs) meuble sur un champ uniforme, on décrivait autrefois d'abord le meuble : Une fleur de lys de gueules sur champ d'or.
Orientation des meubles
Les meubles peuvent être disposés sur le champ ou sur les pièces honorables, voire sur d'autres figures. Les meubles posés sur une bande sont normalement alignés (voir l’exemple de la Lorraine) et prennent l’orientation de celle-ci, dans un sens ou dans l’autre suivant que la principale dimension du meuble est verticale ou horizontale (voir l’exemple de l’ours de Berne : De gueules à une bande d’or chargée d’un ours de sable armé, langué et villené de gueules).
Marques de différence
Les marques de différence sont des pièces ou des meubles ajoutés sur un blason existant pour le distinguer du blason d’origine tout en marquant sa filiation. Les meubles utilisés comme marque de différence sont souvent petits et simplifiés, de même que les meubles secondaires.
Inscriptions
Certaines inscriptions figurent sur des armes, par exemple le blason de Venise : D’azur à un lion ailé léopardé d’or tenant un évangile portant les mots pax tibi Marce evangelista meus en lettres de sable, posé sur une terrasse de sinople, à la pointe d’azur.
Rebattement
Le rebattement est la répétition des mêmes pièces ou des mêmes partitions. Les pièces rebattues ne sont pas « honorables ».

## Classification des charges héraldiques
En héraldique, les charges forment un groupe d'éléments si varié et si nombreux qu'il a suscité un grand nombre de tentatives de classification. À ce jour, aucune ne fait l'unanimité. Ces classifications n'intervenant pas dans le blasonnement, elles sont surtout d'un intérêt théorique.
Ces tentatives peuvent se répartir en deux tendances :
- 1re tendance : classification selon des caractéristiques exprimées et observables (défini en « compréhension »)  par exemple :
  - les pièces : formes géométriques ayant une place fixe dans l'écu, qui se subdivisent en :
  - pièces honorables ou « de premier ordre » ;
  - pièces ordinaires ou « de second ordre ».
  - les meubles, figures stylisées d'objets, de plantes, d'animaux, de créatures chimériques, etc., pouvant être placés de façon très variable sur l'écu ou sur une pièce.

- 2e tendance : classification selon un listage plus ou moins exhaustif (défini en « extension »), basé probablement sur un recensement des usages enregistrés dans les armoriaux ou transmis par des traditions, par exemple :
  - pièces héraldiques
    - pièces honorables : bande, barre, bordure, champagne, chef, chevron, croix, fasce, écusson en cœur, franc-quartier, pal, sautoir
    - pièces du second ordre : canton, giron, lambel, orle, pairle, pile, pointe, trescheur
    - pièces du troisième ordre : besant, besant-tourteau, billette, carreau, fusée, losange, macle, ruste, tourteau, tourteau-besant
    - pièces diminuées : bâton, burèle, comble, cotice, divise, filet, flanchis, plaine, tierce, vergette

  - figures naturelles : soleil, croissant, arc-en-ciel, étoiles, lion, léopard, cheval, chien, aigle, etc.
  - figures artificielles : annelets, chandeliers, clefs, clous, couronnes, herse, etc.
  - figures imaginaires : chimère, dragon, sirène, griffon, harpie, licorne, etc.

Critique de cette seconde tendance : le nombre quasiment infini de charges possibles rend illusoire le listage exhaustif. D'ailleurs, l'exemple ci-dessus retrace bien la difficulté par le « etc. », qui devrait également apparaître pour d'autres listes manifestement incomplètes comme celle des pièces diminuées qui oublie la trangle, la jumelle, la filière, le double-trait, le contre-filet, l'estrée… Et si la liste des pièces de troisième ordre comporte aussi un « etc. », il va être difficile de décider si des charges telles que vires ou cercle sont à classer là, ou dans les figures artificielles : il n'y a aucune différence de nature entre ces deux listes.